# Romania ai Giochi della XVIII Olimpiade
La Romania partecipò ai Giochi della XVIII Olimpiade, svoltisi a Tokyo dal 10 al 24 ottobre 1964, con una delegazione di 138 atleti impegnati in 13 discipline per un totale di 76 competizioni. Portabandiera alla cerimonia di apertura fu il canoista Aurel Vernescu, alla sua seconda Olimpiade.
Il bottino della squadra, alla sua ottava partecipazione ai Giochi estivi, fu di due medaglie d'oro, quattro d'argento e sei di bronzo. Le due medaglie d'oro furono conquistate nell'atletica leggera femminile.

## Medagliere

### Per discipline
| Sport              | Oro | Argento | Bronzo | Totale |
| ------------------ | --- | ------- | ------ | ------ |
| Atletica leggera   | 2   | 0       | 1      | 3      |
| Canoa/kayak        | 0   | 2       | 3      | 5      |
| Lotta greco-romana | 0   | 1       | 2      | 3      |
| Tiro               | 0   | 1       | 0      | 1      |
| Totale             | 2   | 4       | 6      | 12     |

### Medaglie
| Medaglia | Atleta                                                      | Sport              | Evento                           |
| -------- | ----------------------------------------------------------- | ------------------ | -------------------------------- |
| Oro      | Iolanda Balaș                                               | Atletica leggera   | Salto in alto femminile          |
| Oro      | Mihaela Peneș                                               | Atletica leggera   | Lancio del giavellotto femminile |
| Argento  | Andrei Igorov                                               | Canoa/kayak        | C1 1000 metri maschile           |
| Argento  | Hilde Lauer                                                 | Canoa/kayak        | K1 500 metri femminile           |
| Argento  | Valeriu Bularcă                                             | Lotta greco-romana | Pesi leggeri                     |
| Argento  | Ion Tripșa                                                  | Tiro               | Pistola 25 metri                 |
| Bronzo   | Lia Manoliu                                                 | Atletica leggera   | Lancio del disco femminile       |
| Bronzo   | Aurel Vernescu                                              | Canoa/kayak        | K1 1000 metri maschile           |
| Bronzo   | Simion Cuciuc Atanasie Sciotnic Mihai Ţurcaş Aurel Vernescu | Canoa/kayak        | K4 1000 metri maschile           |
| Bronzo   | Hilde Lauer Cornelia Sideri                                 | Canoa/kayak        | K2 500 metri femminile           |
| Bronzo   | Dumitru Pîrvulescu                                          | Lotta greco-romana | Pesi mosca                       |
| Bronzo   | Ion Cernea                                                  | Lotta greco-romana | Pesi gallo                       |

## Risultati

### Pallanuoto
| Atleta | Classifica |                    |
| --- | --- | ------------------ |
| V · D · M Nazionale maschile rumena di pallanuoto · Giochi olimpici - Tokyo 1964 Ștefănescu • Grințescu • Szabo • Kroner • Firoiu • Novac • Mărculescu • Mureșan • Zahan • Culineac • Lita · CT : - | 5° |                    |
| Nazionale maschile rumena di pallanuoto · Giochi olimpici - Tokyo 1964 | |                    |
| Ștefănescu • Grințescu • Szabo • Kroner • Firoiu • Novac • Mărculescu • Mureșan • Zahan • Culineac • Lita · CT: -                                                                                   | Ștefănescu • Grințescu • Szabo • Kroner • Firoiu • Novac • Mărculescu • Mureșan • Zahan • Culineac • Lita · CT: - | Romania (bandiera) |